# Alpine Club
Alpine Club (AC), Klub Alpejski – najstarszy klub górski na świecie, założony w Londynie w 1857 i tam nadal mający swoją siedzibę. Zasadniczym celem klubu jest organizacyjne i finansowe wspieranie sportowej działalności górskiej zrzeszonych w nim osób, a tym samym ułatwianie im dostępu do górskich rejonów świata, przy równoczesnym nakładaniu na nich obowiązku dbałości o przestrzeganie zasad etyki wspinaczkowej i ochrony naturalnych terenów górskich. Członkostwo otwarte jest dla wszystkich, bez względu na narodowość, płeć czy rodzaj aktywności wspinaczkowej. W ramach klubu działa Alpine Climbing Club (ACC) zrzeszający osoby o wybitnych osiągnięciach wspinaczkowych. Kobiety dopuszczono do ubiegania się o możliwość przyznania członkostwa w Alpine Club w maju 1974. W siedzibie klubu mieszczą się biblioteka i archiwum klubowe, sale wykładowe i wystawiennicze. Klub jest od 1863 wydawcą rocznika „The Alpine Journal”, publikującego relacje z dokonań osób zrzeszonych w klubie i sprawozdania z wydarzeń klubowych. Alpine Club należy do British Mountaineering Council i Międzynarodowej Federacji Związków Alpinistycznych (UIAA).
Działalność wspinaczkowa członków klubu w pierwszych dekadach jego istnienia przyniosła rozkwit alpinizmu określany „złotym wiekiem” – zdobycie prawie wszystkich znaczących szczytów Alp. Tragiczny finał zdobycia w 1865 Matterhornu, kończący ten okres, odbił się szerokim echem w wiktoriańskiej Wlk. Brytanii i negatywnie wpłynął na recepcję samego sportu. Mimo niepowiększającej się znacznie liczby członków, w Klubie Alpejskim wysuwano inicjatywy rozszerzenia działalności na dalsze rejony górskie, rozpoczynając eksplorację m.in. Góry Skandynawskich, Ruwenzori, Kaukazu, Karakorum i Himalajów. Utworzona na początku lat 20. XX w. spośród członków AC i Królewskiego Towarzystwa Geograficznego komisja organizowała wyprawy na Mount Everest aż po jego zdobycie w 1953. Obecnie pod nazwą Mount Everest Foundation wspiera ona wyprawy członkowskie w mało znane regiony i na niezdobyte szczyty. 

## Historia

### Założenie Alpine Club
Na początku 1857 wśród brytyjskich wspinaczy aktywnych w Alpach powstał pomysł utworzenia klubu, którego członkowie dla wymiany doświadczeń zdawaliby pisemne relacje ze swoich dokonań wspinaczkowych, a te zebrane w klubowy rocznik przyczyniałyby się do utrwalenia, usystematyzowania i rozpowszechniania wiedzy na temat sportowej eksploracji gór. Formalnie zrzeszenie o nazwie Alpine Club założono 22 grudnia 1857 podczas spotkania 12 zaproszonych w tym celu alpinistów do Ashley's Hotel w londyńskiej dzielnicy Covent Garden. Jednym z organizatorów tego spotkania i jego przewodniczącym był Edward Shirley Kennedy, który do stycznia 1858 zaprosił do wstąpienia do klubu – tej dogłębnie wiktoriańskiej instytucji – kolejnych 18 mężczyzn. Do proponowanych przez niego celów klubu należały spotkania i wspólne przygotowywanie wypraw w góry, korzystanie z gromadzonych przez klub map i książek oraz – zgodnie z brytyjską tradycją klubową – uczestnictwo w uroczystych obiadach klubowych. Pierwszy z nich, przy udziale ok. 10 osób, miał miejsce 3 lutego 1858 w Thatched House Tavern w Londynie. Na zebraniu klubu w marcu 1858 wybrano jako jego pierwszego prezesa Johna Balla. Pierwszą siedzibą klubu były pomieszczenia wynajmowane w budynku przy Trafalgar Square.

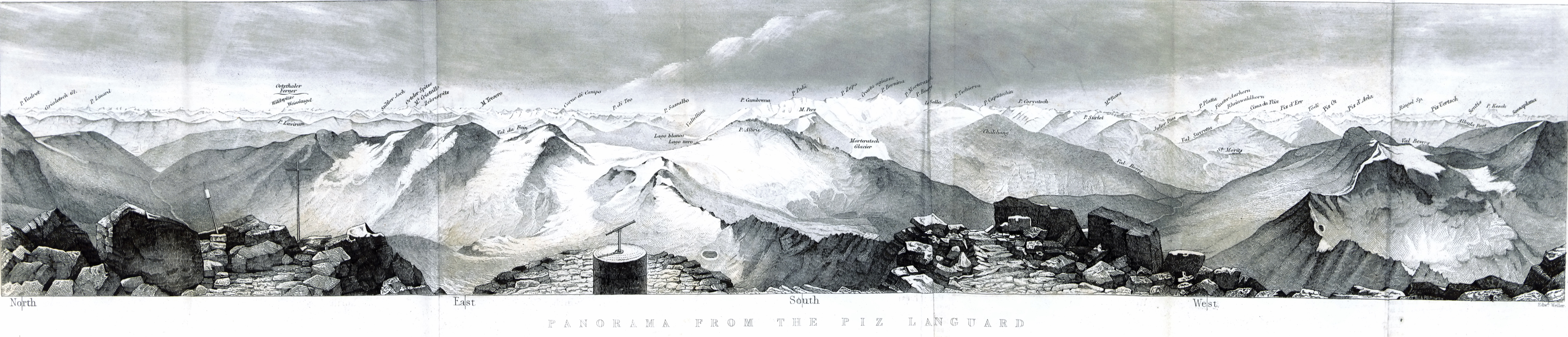
Ilustracja z przewodnika Johna Balla The Central Alps (1876), przedstawiająca panoramę z Piz Languard

Ubiegający się o członkostwo klubu musiał mieć stosowne doświadczenie wspinaczkowe i wykazywać się postawą szacunku wobec innych i wobec świata natury. O przyjęciu do klubu decydowało głosowanie. Wkrótce do kwalifikacji sportowych dodano jako możliwe kryterium przyjęcia do klubu dokonania artystyczne, np. literackie, o tematyce związanej z górami. Wspólną cechą członków klubu w pierwszych dekadach jego istnienia były wysoka pozycja społeczna (przynależność do klasy średniej przy nieznacznej liczbie arystokratów) i zawodowa, wynikająca z wykształcenia (rozpoczynanego przeważnie w public schools i kontynuowanego na uniwersytetach, głównie Cambridge i Oxford). Status wyznaczony stanem majątkowym lub urodzeniem (pochodzeniem) nie był barierę dopuszczenia do AC, jak dowodzi przykład Johna Tyndalla, syna irlandzkiego szewca. Także przynależność narodowa nie była ograniczeniem, nie przewidywano natomiast członkostwa kobiet. Roczna składka członkowska wynosiła1 gwineę (1 funt i 5 pensów), czyli ok. £90 wg dzisiejszej siły nabywczej. W pierwszych dekadach istnienia klubu liczba jego członków szybko rosła: w 1858, pierwszym pełnym roku jego działalności, było ich 80, w 1861 – 158, w dwa lata później już 281.
Nazwa klubu – the Alpine Club – zawierała odniesienie do europejskich Alp, terenu działalności eksploratorskiej, naukowej, artystycznej i zdobywczej tej grupy Brytyjczyków, którzy w latach 50. i 60. XIX wieku mieli walny udział w kształtowaniu sportowego alpinizmu. Jako pierwsza tego typu organizacja Alpine Club nie potrzebował dodatkowego określenia geograficznego, co było już konieczne dla jego następców, np. austriackiego (Österreichischer Alpenverein, ÖAV, założonego w listopadzie 1862), szwajcarskiego (Schweizer Alpen-Club, SAC, założonego w kwietniu 1863), czy włoskiego (Club Alpino Italiano, CAI, założonego w sierpniu 1863).
Już pierwszy prezes Klubu Alpejskiego, John Ball, uważał za wskazane udostępnianie szerszym kręgom czytelniczym opisów wypraw górskich sporządzonych przez członków Alpine Club. Jesienią 1858 zaproponował Williamowi Longmanowi, wydawcy i jednemu z członków założycieli AC, opublikowanie zbioru klubowych relacji pod nazwą Peaks, Passes and Glaciers. A Series of Excursions by Members of the Alpine Club. Jako redaktor nadzorował pięć wydań – od 1859 do 1860, kiedy książka ukazała się w małym formacie. Od pierwszego wydania ta antologia tekstów pisanych przez członków AC była wielkim sukcesem czytelniczym, przyczyniając się dzięki walorom literackim publikowanych tekstów do dalszej popularyzacji Alp, a przy okazji Klubu Alpejskiego. Jako regularną kontynuację Peaks, Passes and Glaciers w 1863 AC zaczął wydawać własny rocznik pod tytułem „The Alpine Journal. A Record of Mountain Adventure and Scientific Observation”. Pierwszym redaktorem tego najstarszego rocznika górskiego był Hereford Brooke George (w AC od 1861).

### Alpine Club i rozwój alpinizmu w XIX w.

#### Złoty wiek w Alpach

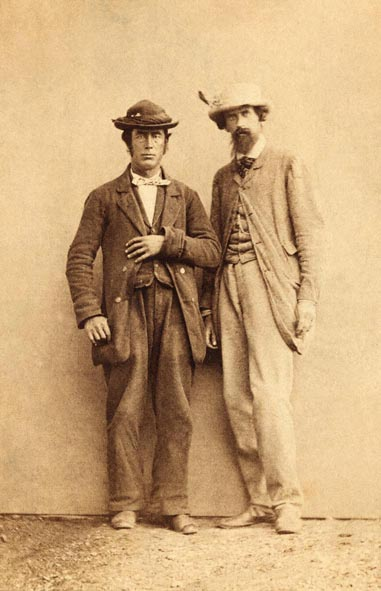
Leslie Stephen (po prawej) i przewodnik Melchior Anderegg (ok. 1879)

Początki istnienia Alpine Club pokrywają się z okresem tzw. złotego wieku alpinizmu. Powszechnie za początek tej fazy rozwoju alpinizmu uznaje się wejście na wierzchołek Wetterhornu w 1854 dokonane wspólnie z przewodnikami przez Alfreda Willsa, jednego z członków założycieli AC i jego trzeciego prezesa. Tę dekadę w dziejach alpinizmu zdominowali – lub nawet stworzyli – brytyjscy wspinacze, przeważnie należący do AC, którzy razem z niewielką i elitarną grupą miejscowych przewodników górskich dokonali pierwszych wejść na większość wybitnych alpejskich szczytów. Na przykład z 43 pierwszych wejść zrobionych w sezonach 1864 i 1865 jedynie pięciu dokonali wspinacze spoza klubu. Do postaci ze szczególnymi osiągnięciami alpinistycznymi należeli tacy członkowie AC jak: Horace Walker (w AC od 1859), Leslie Stephen (w AC od 1858), John Tyndall (w AC od 1858), Adolphus W. Moore (w AC od 1861), Anthony A. Reilly (w AC od 1862), William Matthews (jeden z 29 założycieli AC), E.S. Kennedy (jeden z 29 założycieli AC). Choć kobiety wspinały się w Alpach razem z członkami AC od początku sportowego alpinizmu i miały równe im osiągnięcia (np. Lucy Walker, Meta Brevoot, Katharine Richardson, siostry Anna i Ellen Pigeon), odmawiano im przyjęcia do klubu. Z reguły nie publikowały w „Alpine Journal” relacji ze swoich wspinaczek lub ogłaszały je anonimowo bądź pod nazwiskiem męskiego krewnego. Koniec złotego wieku alpinizmu nastąpił wraz z wejściem w lipcu 1865 na szczyt Matterhornu, jednego z ostatnich wielkich niezdobytych szczytów alpejskich, dokonanym przez siedmioosobowy zespół kierowany przez Edwarda Whympera (od grudnia 1861 należącego do AC). Wypadek podczas schodzenia ze szczytu, w którym zginęło czterech członków zespołu, stał się tematem prasowych doniesień, potępiających sam sport wspinaczkowy, a w konsekwencji też i ideę samego Klubu Alpejskiego. 

#### Krytyka alpinizmu

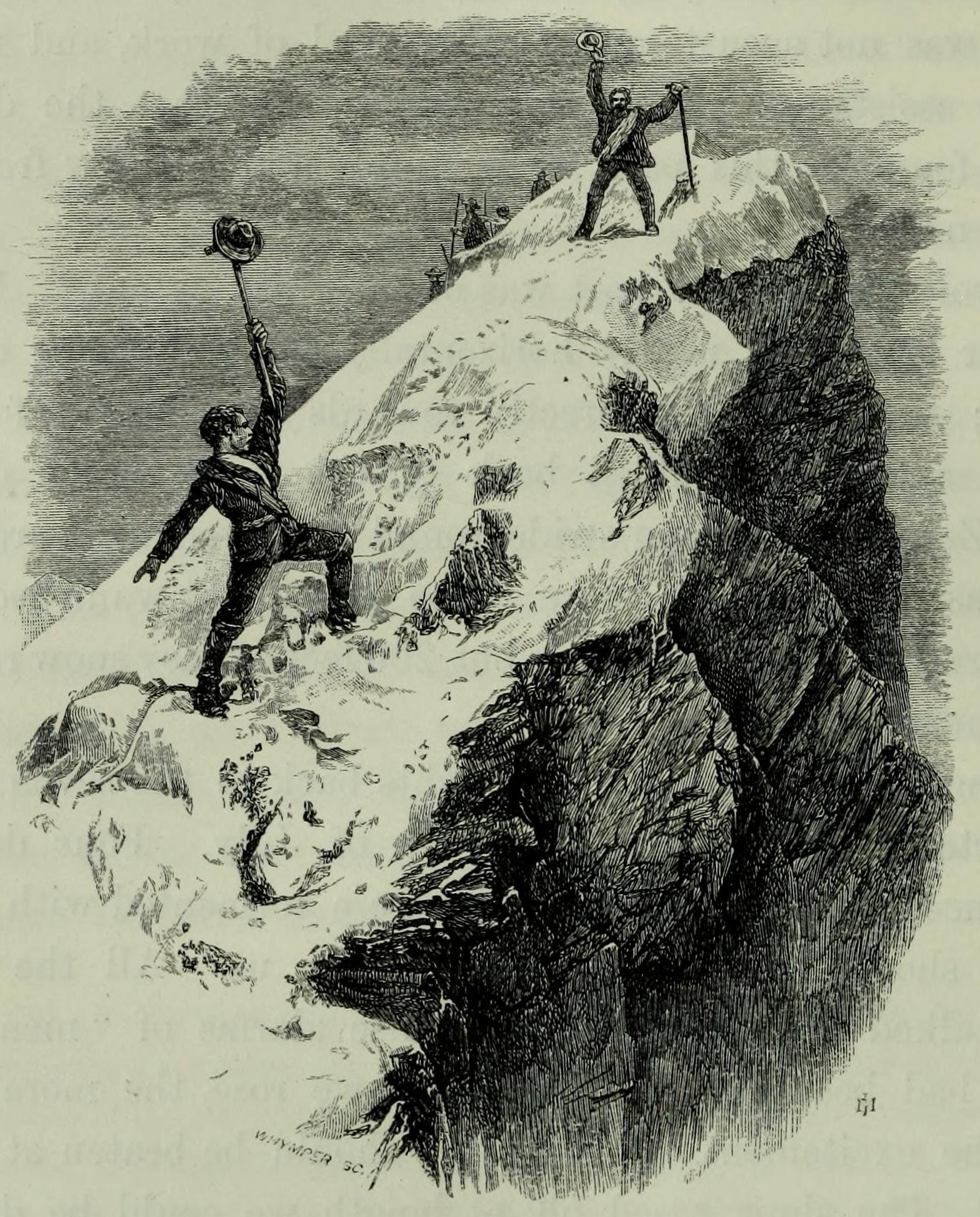
„Zdobycie Matterhornu” – ilustracja z Scrambles amongst the Alps E. Whympera

Tragiczny finał zdobycia Matterhornu odebrał wcześniejszym osiągnięciom alpinistycznym dokonanym przez członków AC walor sukcesu i w powszechnym odczuciu pozbawił ich samych uznania. Wcześniejsze głosy niechętne alpinizmowi jako formie działalności sportowej wsparł nowy argument, dobitnie przemawiający do publicznej świadomości. Prasa brytyjska, w tym „The Times”, „Standard”, „Illustrated London News”, „Punch”, podsycała w niewybredny często sposób nastroje, przy okazji wymieniając imiennie Alpine Club jako stowarzyszenie propagujące i gloryfikujące wyczyny swoich członków, wyczyny zdaniem przeciwników pozbawione jakiegokolwiek uzasadnienia. AC krytykowała także prasa w kontynentalnej Europie. Na kilka lat po tragedii na Matterhornie liczba przyjęć do AC dotkliwie spadła.
Zdecydowanie niechętnemu nastawieniu do alpinizmu dawał wielokrotnie wyraz John Ruskin, podając argumenty natury moralnej i estetycznej. On także bezpośrednio oskarżał AC o znieważanie dostojności gór, a impulsy działania jego członków sprowadzał do aroganckiej próżności. Odnośnie alpinistów z pogardą i drwiną odnosili się w publicznych wystąpieniach także Anthony Trollope i Charles Dickens.
Edward Whymper, naczelna postać tragicznego zdobycia Matterhornu, opublikował w 1981 Scrambles amongst the Alps, opowieść o swoich dziewięciu latach wędrówek i wspinaczek w Alpach. Wydarzenia i realia są w niej uczciwie, otwarcie przedstawione, a książka jest dobrze napisana i w opinii Jill Neate pozostaje „najsławniejszą ze wszystkich książek alpinistycznych”. Jej odbiór czytelniczy okazał się wprost entuzjastyczny, choć nie zabrakło recenzji prasowych na nowo podnoszących kwestię wątpliwego sensu uprawiania alpinizmu. W ciągu kolejnych lat była wielokrotnie wznawiana zarówno w Wlk. Brytanii (w domu wydawniczym Murray, którego właściciel John Murray III był od 1858 członkiem AC), jak i w USA. Najnowsze wydanie książkowe jako reprint ukazało się w 2022, a cyfrowe w 2019.

#### Srebrny wiek i rejony poza Alpami
Podczas kolejnego etapu rozwoju sportu wspinaczkowego, zwanego srebrnym wiekiem alpinizmu a zakończonego wejściem w sierpniu 1882 na Dent du Géant, członkowie AC wnieśli do rozwoju alpinizmu takie innowacje jak wejścia szczytowe poprowadzone nowymi drogami i pierwsze wejścia na inne wybitne formacje lub w mniej popularnych alpejskich regionach, wspinaczki zimowe oraz wyjazdy w góry wysokie w innych częściach świata. Od połowy lat 80. XIX w. Alpine Club wprost zachęcał swoich członków do wchodzeniu na szczyty alternatywnymi, trudniejszymi drogami; przykładami mogą być systematyczne rozpoznanie sportowe Alp Delfinackich przez Williama A.B. Coolidge’a (w AC od 1870) z przewodnikiem, wejście na Grande Aiguille du Dru we wrześniu 1878 dokonane przez Jamesa W. Hartleya (w AC od 1875), Clintona Thomasa Denta (w AC od 1872) z dwoma przewodnikami, przejście wsch. ściany Monte Rosa – „najwyższej ściany lodowej Europy” – przez braci Richarda i Williama Pendlebury (w AC od 1972), Charlesa Taylora (w AC od 1873) i dwóch przewodników w lipcu 1872. Jako pierwsza wspinaczka zimowa wymieniane jest przejście Finsteraarjoch (3283 m) i Strahleggpass (3333 m), przełęczy w Alpach Berneńskich. Wspinaczem uosabiającym przemiany zachodzące w latach 80. był Albert F. Mummery (w AC od 1888), który nie tylko dokonał kilku pierwszych wejść w Alpach, np. Aiguille de Grépon (3482 m) w sierpniu 1881, ale przede wszystkim przedkładał wspinaczki nowymi drogami. Ponadto zainicjował w 1888 wspinaczkową aktywność w Kaukazie. (I miał kilku wybitnych kontynuatorów, jak np. Douglas Freshfield (w AC od 1864), Clinton Th. Dent, William F. Donkin.) Należał też do stale powiększającego się grona wspinaczy, którzy nie korzystali z usług przewodników górskich. Jako pierwsi takiego wyboru mieli dokonać Frederick Gardiner (w AC od 1871) wspólnie z braćmi L. i Charlesem (w AC od 1872) Pilkingtonami wchodząc we trójkę w lipcu 1879 na La Meije. Tradycjonaliści z Klubu Alpejskiego byli temu podejściu do uprawiania alpinizmu przeciwni, i to do tego stopnia, że przy pierwszym głosowaniu na członkostwo Mummery'ego w klubie odrzucono jego kandydaturę jako wspinacza, który wspinając się bez wsparcia przewodnika miałby niepotrzebnie narażać się na ryzyko. (Za przeszkodę w przyjęciu do klubu niektórzy uważali także jego stosunkowo niską pozycję zawodową.) W rozwoju alpinizmu to jednak jego nastawienie wzięło górę. Wśród wspinaczy lat 90. XIX w., którzy często wspinali się bez przewodników, byli m.in. Goeffrey Hastings (w AC od 1890) i John Norman Collie (w AC od 1875).

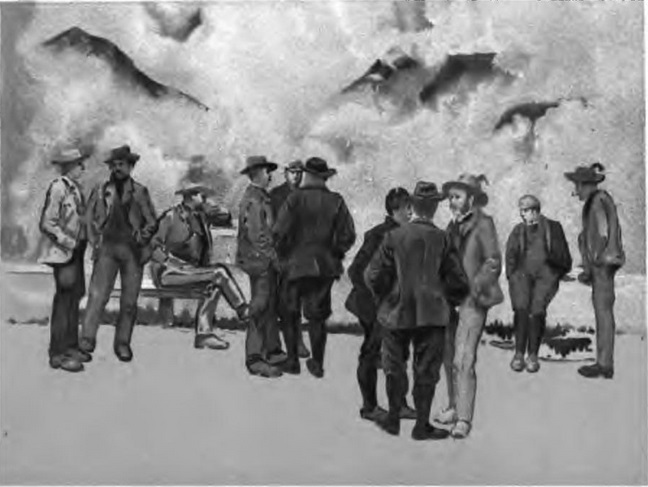
Ilustracja w My Climbs in the Alps and Caucasus (1895) A. Mummer'ego

W ostatnich trzech dekadach XIX w. coraz więcej było pośród członków AC wspinaczy, których ambicji Alpy już nie zaspakajały i którzy udawali się w niealpejskie rejony, także na innych kontynentach, biorąc ze sobą alpejskich przewodników; doceniono też wspinaczkowy potencjał terenów górskich na Wyspach Brytyjskich. Alpinistyczną atrakcyjność górskich rejonów Norwegii odkrył William C. Slingsby (w AC od 1880) i swoimi tekstami zapewnił im popularność. Pionierami wspinaczek w Pirenejach byli Charles Packe (w AC od 1859) i Henri P.M. Russell-Killough (w AC od 1864). Członkowie AC prowadzili też działalność wspinaczkową w Wlk. Brytanii, choć w okresie formowania się klubu brytyjskie tereny górzyste uznawano za niegodne uwagi. Od lat 80. XIX w. zaczęto organizować zjazdy członków AC w takich rejonach jak płn. Walia i Lake District, gdzie wspinaczkową atrakcyjność tamtejszych skałek odkrywali od końca lat 80. XIX w. m.in. Walter P. Hasket-Smith (w AC od 1890), Henri Brulle (w AC od 1885) i G. Hastings. Odnotowano też pierwsze wejścia i nowe drogi na wyspie Skye, gdzie aktywni byli m.in. bracia Pilkington, H. Walker, C. Th. Dent i George P. Baker (w AC od 1882). Edward Whymper podjął parę wypraw eksploratorskich na Grenlandię (w latach 1867 i 1872). Jako pierwszy z członków AC pojawił się w Andach i w styczniu 1880 dokonał z przewodnikami pierwszego wejścia na Chimborazo (6247 m), ustalając ówczesny rekord wysokości. Weszli także (jako piąty z kolei zespół) na wierzchołek najwyższego czynnego wulkanu świata Cotopaxi (5897 m). W 17 lat później kolejny członek klubu, E.A. Fitzgerald, pojawił się z przewodnikami pod Aconcaguą, nie zdołał jednak wejść na szczyt. Dokonał tego w rok później Martin Conway (w AC od 1877).

#### Wynalazki sprzętowe i innowacje
Twórcą pierwszego namiotu przeznaczonego do użytku w trakcie górskich wypraw wspinaczkowych był E. Whymper. Ten zaprojektowany przez niego w 1862 miał ramę w kształcie litery A, krzyżujące się słupki, podłogę z tego samego materiału co ścianki, a grzbietem była napięta lina wspinaczkowa. Przeznaczony był dla czterech osób i w stanie suchym ważył ok. 10 kg. Usprawnieniem poprzez redukcję wagi był mniejszy namiot zaprojektowany przez A.F. Mummery’ego 20 lat później.
Alpine Club patronował od początku lat 60. XIX w. badaniom nad właściwościami lin używanych przez alpinistów i przez kolejne dekady zalecał stosowanie lin produkowanych przez Johna Buckinghama, czyli późniejszą firmę Arthur Beale Ltd. (istniejącą do dziś), których wizualną cechą odróżniającą je od innych była czerwona nić w każdej z trzech żył liny.
Idąc za sugestią przedstawioną w 1894 przez C.T. Denta przyjęto w całych Alpach opracowany przez niego system sygnałów wzywania pomocy. W AC nosił nazwę Alpine distress signals, a kluby szwajcarski (SAC) i austriacko-niemiecki (Deutsche und Österreichische Alpenverein, DÖAV) nazwały go alpine Notsignal.

### Alpine Club do wybuchu II wojny światowej

#### Organizacje alpinistyczne
Na przełomie XIX i XX w. wielu członków Klubu Alpejskiego bądź inicjowało powstanie bądź włączało się w działalność lokalnych klubów wspinaczkowych. Za rozwojem wspinaczki skałkowej w Anglii i Walii szła potrzeba skupienia się w związek jej entuzjastów, co po niemal trzech dekadach istnienia luźnej grupy pod nazwą Society of Welsh Rabbits, utworzonej przez Charlesa E. Matthewsa (w AC od 1869), przyniosło powstanie w 1898 Climbers’ Club (CC). Prawie jedna trzecia członków CC należała równocześnie do AC; wśród nich byli m.in. Geoffrey Winthrop Young (w AC od 1900), W.C. Slingsby, George Leigh Mallory(w AC od 1910). Slingsby był też pierwszym prezesem założonego w 1892 Yorkshire Ramblers’ Club. Odmienną od tych klubów regułę przyjmowania członków przyjął powstały w 1902 Fell and Rock Climbing Club, który był otwarty dla wszystkich, także kobiet, płaciły one jednak o wiele niższą składkę członkowską. Członkowie AC uznawali powstały w 1907 Ladies’ Alpine Club (zrzeszający wyłącznie ladies) za podległy mu pod każdym względem, z czym zresztą jego założycielka, Elizabeth Le Blond, całkowicie się zgadzała.

#### W górach pozaeuropejskich

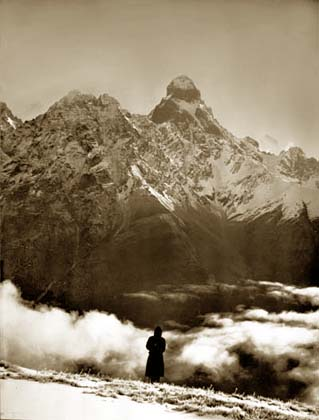
Szczyt Uszba (Kaukaz) na fotografii Vittorio Selli

Pięćdziesięciolecie istnienia klubu, stosownie fetowane w 1908, było okazją do podsumowań i nowych idei. O tym, że nowe zadania klubu leżą w eksploracji gór wysokich na świecie, przekonani byli niemal wszyscy jego członkowie, a dobitnie ideę, że „przyszłość alpinizmu leży poza Alpami” – niepopieraną przez grupę konserwatywnych alpinistów – sformułował M. Conway już w 1900 . W pierwszej dekadzie XX w. E. Whymper i N. Collie odwiedzili Canadian Rockies i byli pod wielkim wrażeniem ich potencjału wspinaczkowego; ich eksplorację podjęli m.in. Tom George Longstaff (w AC od 1900), G. Hastings, Arnold Luis Mumm (w AC od 1889). Góry Japonii spopularyzowali jako teren sportowej rekreacji pastorzy pracujący w ramach Church Mission Society, Walter Weston (w AC od 1893) i Murray Walton (nie w AC), których książki na temat alpinizmu w Japonii przyczyniły się do rozwoju założonego w 1906 Japanese Alpine Club. Pierwszymi członkami AC, którzy wspinali się w Ruwenzori, byli w 1905 D. Freshfield i A.L. Mumm, nie udało im się jednak wejść na żaden z najwyższych szczytów. Dokonał tego, a i kilku innych pierwszych wejść, w rok później Ludwik Sabaudzki (członek AC od 1894) w trakcie swojej wielkiej wyprawy, w której składzie był też wybitny fotograf i alpinista Vittorio Sella (w AC od 1888).

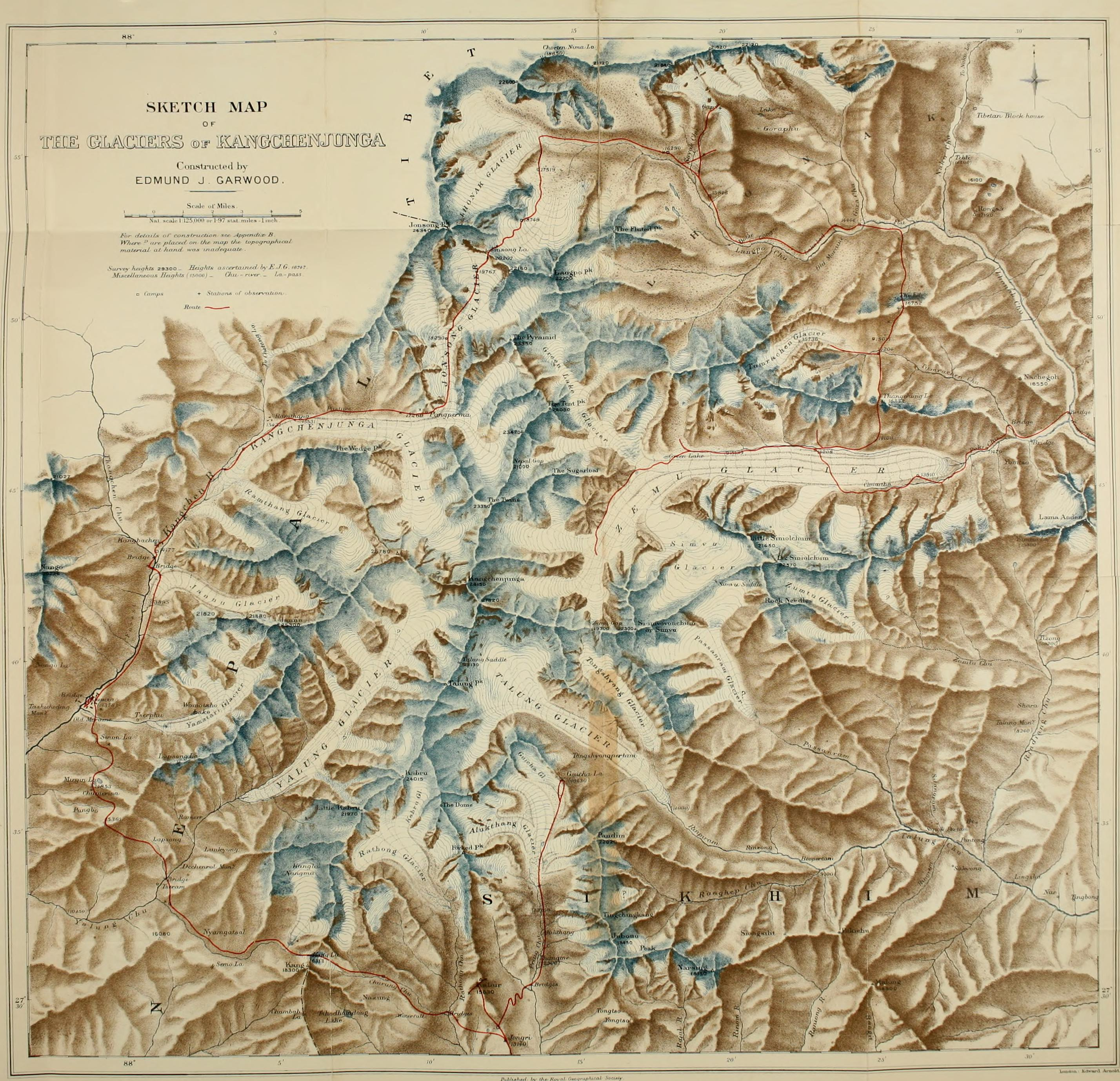
Mapa z Round Kanchenjunga (1903) D. Freshfielda

Wspinaczkową eksplorację gór najwyższych, Himalajów i Karakorum, zapoczątkowaną w połowie lat 80. XIX w., podjęto po zbrojnym podporządkowaniu terenów w zachodnim Karakorum Imperium Brytyjskiemu w 1892. Wielką ekspedycję, współfinansowaną przez Royal Society i Królewskie Towarzystwo Geograficzne, zorganizował i nią kierował Martin Conway. Dokonany przez nią rekonesans rejonów lodowców Biafo i Hispar i mapa sporządzona przez Conwaya posłużyły ekspedycji Ludwika Sabaudzkiego w rejon K2 w 1901. Rekonesans Nanga Parbat prowadziła w 1895 wyprawa, w której składzie byli m.in. A.F. Mummery, G. Hastings, J. Norman Collie i Charles Granville Bruce (w AC od 1922). W jej trakcie zginęli Mummery z dwoma towarzyszami, najprawdopodobniej w lawinie. Bruce wspólnie z A.L. Mummem i T. Longstataffem wysunęli w 1907 ideę upamiętnienia 50-lecia istnienia Klubu Alpejskiego przez zorganizowanie wyprawy mającej rozpoznać podejścia pod Mount Everest od strony tybetańskiej. Lecz propozycję tę rząd brytyjski ze względów politycznych odrzucił, a John Morley, minister ds. Indii, uzasadnił niezgodnością z „duchem niedawno zawartej konwencji brytyjsko-rosyjskiej”. Na przełomie wieków wyprawa kierowana przez D. Freshfielda (której uczestnikiem był V. Sella) dokonała pierwszego przeprowadzonego przez alpinistów całkowitego okrążenia masywu Kanczendzongi. Jego rezultatem były doskonała mapa i relacja Round Kanchenjunga (wyd. 1903) autorstwa Freshfielda, która przyczyniła się do powstania wokół tej góry aury niedostępności. W Himalajach Garhwalu wspinaczkowy rekonesans podejść pod Nanda Devi, najwyższej góry w Imperium Brytyjskim, i eksplorację dalszych rejonów prowadziły w 1905 i 1907 wyprawy kierowane przez T. Longstaffa. Wchodząc na wierzchołek Trisulu w 1907 Longstaff i Bruce dokonali wyczynu niepowtórzonego przez kolejne dwie dekady – weszli na siedmiotysięcznik, wtenczas najwyższy szczyt zdobyty przez człowieka. Zorganizowana przez Ludwika Sabaudzkiego wielka wyprawa w Karakorum w 1909, obok osiągnięć rekonesansowych, odniosła sukces wspinaczkowy na Chogolisie przez ustalenie rekordu wysokości (ok. 7500 m, paręset metrów poniżej szczytu), przewyższonego dopiero w 1922 na Mount Evereście. Do lat 20. XX w. wielu znaczących wejść w Sikkimie i Garhwalu dokonał, wspinając się bez przewodników a jedynie z miejscowymi tragarzami, Alexander M. Kellas. Uchodził za autorytet w kwestiach wpływu znacznych wysokości na ludzki organizm  i był zdania, że dobrze przygotowany wspinacz jest w stanie wejść na szczyt Everestu bez wsparcia tlenowego; sam zmarł niespodziewanie na serce podczas domarszu pierwszej wyprawy na Mount Everest w 1921.
Postacią, która zdaniem George’a Banda, autora m.in. dwóch monografii Klubu Alpejskiego, wyróżniała się w obrazie działalności wspinaczkowej członków AC w Alpach do wybuchu I wojny światowej był Geoffrey Winthrop Young, wybitnie uzdolniony zarówno jako wspinacz, jeden z najwybitniejszych spośród mu współczesnych, jak i jako pisarz i poeta. W utworach poetyckich „jako pierwszy zdołał uchwycić i przekazać nie tylko samo piękno gór, ale i złożoność emocji powstających w relacji między górą a wspinaczem”. Lista dokonanych przez niego pierwszych wejść nie miała sobie równych. W pierwszej dekadzie XX w. należał do tej grupy członków AC, którzy byli przeciwnikami wspinaczek bez przewodników. Był także współautorem i redaktorem klasycznego (przez co najmniej trzy dekady) podręcznika wspinaczkowego Mountain Craft, gotowego w 1914, ale wydanego po raz pierwszy w 1920 (ostatnie, 7. wydanie w 1954).

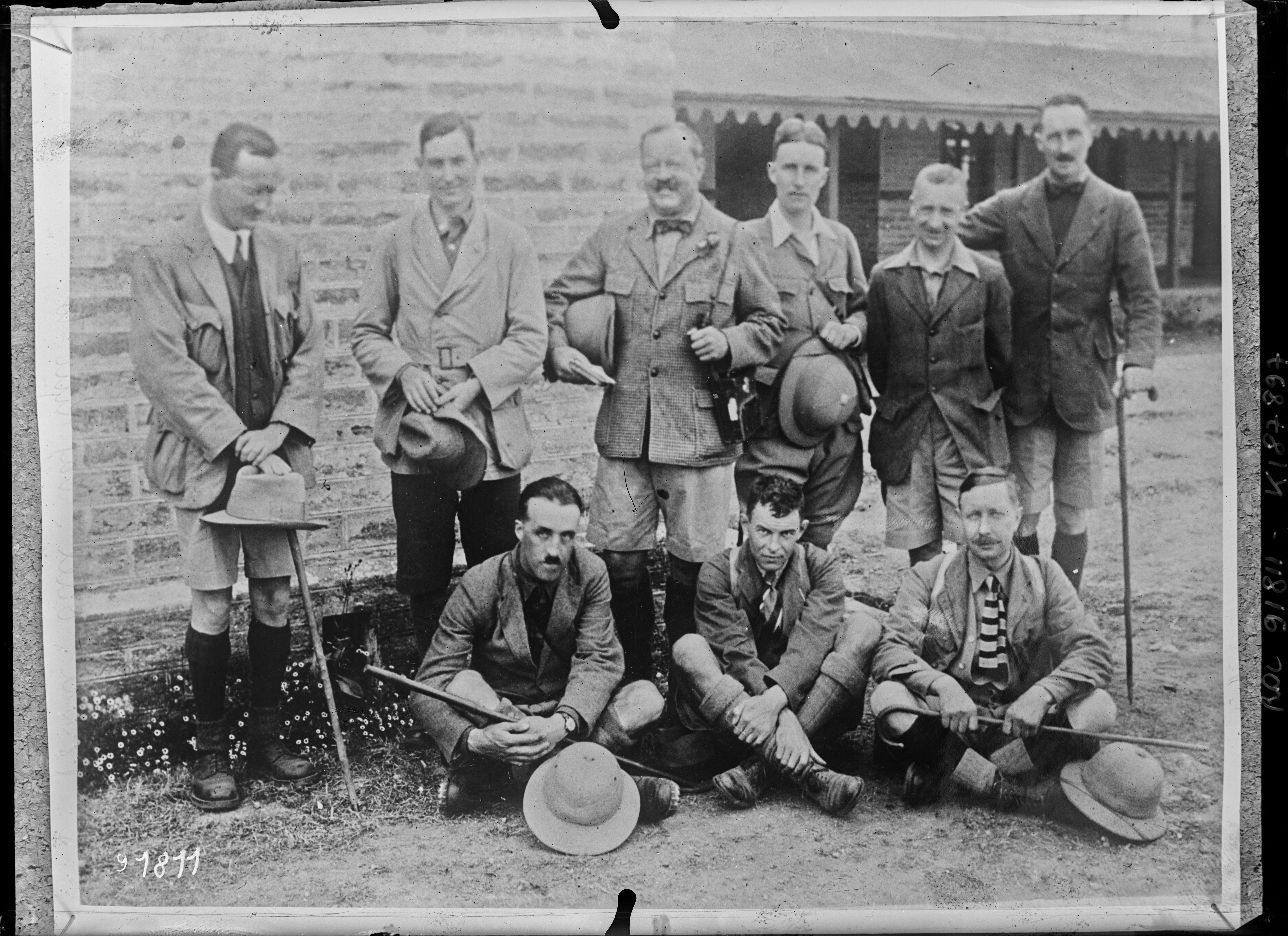
Niektórzy z uczetników wyprawy na Mt. Everest w 1924, od lewej Hazard, Mallory, Charles Bruce, Odell, Hingston i Norton, siedzą Geoffrey Bruce, Somervell i Bentley Beetham

Lata 20. i 30. XX w. oznaczały dla AC jako organizacji zaangażowanie się w ekspedycje wspinaczkowo-badawcze na Mount Everest. Na początku 1920 z inicjatywy Francisa Younghusbanda (nie należał do AC), świeżo mianowanego prezesem Królewskiego Towarzystwa Geograficznego (RGS), utworzono spośród członków RGS i AC komisję pod nazwą Mount Everest Committee, której zadaniem miało być organizacyjne, finansowe i sportowo-badawcze przygotowanie wyprawy na Everest. Ze strony AC w tej pierwszej 8-osobowej komisji brali udział: J.N. Collie, John Percy Farrar i C.F. Meade. Od pierwszej wyprawy, rekonesansu podejść pod Everest od strony tybetańskiej w 1921, przez wyprawy w zamierzeniach zdobywcze w latach 1924, 1933, 1935 (rekonesans podejść od strony zachodniej), 1936 i 1938, w składach wypraw byli przeważnie członkowie AC. Trzech z nich było też kierownikami wypraw: Charles K. Howard-Bury (w AC od 1922) – rekonesans w 1921, C. G. Bruce – ekspedycje w 1922 i 1924, Eric Shipton – rekonesans w 1935. W trakcie wyprawy w 1924, kiedy podczas ataku szczytowego zaginęli Mallory i Andrew Irvine (nie był członkiem AC), osiągnięto nowy rekord wysokości – Edward Felix Norton osiągnął bez wsparcia tlenowego wysokość 8572 m. Pośród członków wypraw byli tacy wybitni alpiniści należący do AC, jak: George Ingle Finch, A.M. Kellas, T.G. Longstaff, G. Mallory, John B.L. Noel, E.F. Norton, Francis S. Smythe, Theodore Howard Somervell. Te przedwojenne wyprawy, oceniane później w szerszej perspektywie rozwoju alpinizmu, krytykowano za niedostatecznie wysoki poziom sportowy niektórych ich uczestników. Niemniej jednak o drugiej dekadzie XX. Isserman i Weaver w swojej historii himalaizmu mówią jako zapowiadającej nadejście „złotego wieku himalaizmu”, którego instytucjonalnym wyrazem było założenie w 1927-1928 Himalayan Club, zrzeszenia wspinaczkowego opartego na wzorcu londyńskiego Alpine Club.

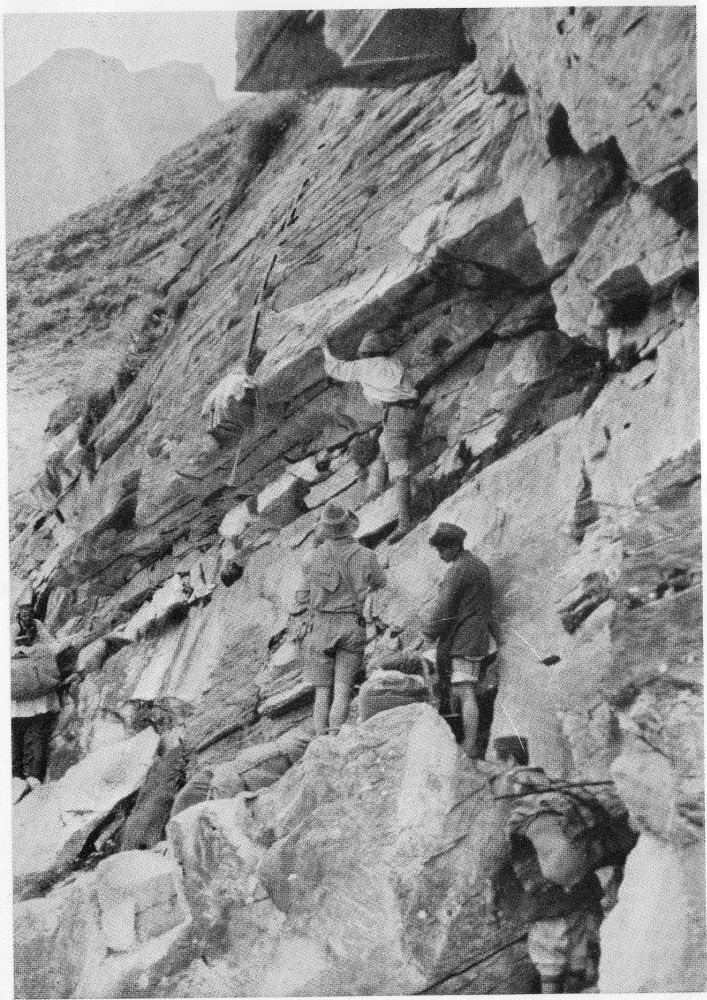
W wąwozie Rishi Ganga podczas wyprawy Shiptona i Tilmana w 1934 do Sanktuarium Nanda Devi

W okresie międzywojennym wcześniejsza pozycja Alpine Club jako zrzeszenia dominującego w świecie alpinistycznym została utracona na rzecz wspinaczy z krajów alpejskich. Rozwijane głównie przez wspinaczy niemieckich i włoskich techniki wspinaczkowe, jak np. uznawane w konserwatywnych kręgach AC za niedopuszczalne stosowanie haków, pozwoliły na podniesienie standardu przechodzonych dróg. W krytycznym pod tym względem okresie 1927-1937, reprezentowanym np. przez głównego redaktora „Alpine Journal” Edwarda L. Strutta (przeciwnika np. raków), AC znalazł się daleko w tyle za osiągnięciami kontynentalnego alpinizmu. Nie dostrzegano też rosnącej liczebnie grupy młodych wspinaczy skałkowych w samej Wielkiej Brytanii, wspinaczy wywodzących się grup społecznych materialnie odbiegających od tych, z których dotychczas wywodzili się członkowie AC.
W okresie do wybuchu II wojny światowej członkowie AC odnotowali kilka sukcesów w Alpach i w górach wysokich, obok wymienionych powyżej wypraw everestowskich. W latach 1927 i 1928 F. Smythe i Thomas Graham Brown wytyczyli na Brenvie, wsch. ścianie Mont Blanc, dwie nowe drogi (Sentinelle Rouge i Route Major), w 1933 Brown dodał trzecią (Via della Pera / Poire). Żaden jednak z brytyjskich alpinistów nie zdołał przejść którejś z trzech wielkich płn. ścian Alp – Eigeru, Matterhornu lub Grandes Jorasses, jakkolwiek G. Finch w zespole dokonał w 1923 pierwszego przejścia płn. ściany Dent d’Hérens, a w 1928 małżonkowie Ivor Richards i Dorothy Pilley w zespole odnotowali pierwsze przejście płn. grani Dent Blanche. W Himalajach Garhwalu wyprawa prowadzona przez Smythe’a zdobyła w 1931 Kamet, prestiżowo ważny dla Anglosasów jako pierwszy zdobyty szczyt o wysokości ponad 25 tys. stóp. Pierwszego wejścia dokonali też E. Shipton i Percy Wyn-Harris, wchodząc w 1929 na Nelion, niższy wierzchołek Mount Kenya. W 1934 Shipton i Bill Tilman z grupką tragarzy udali się na rozeznanie dojścia do tzw. Sanktuarium Nanda Devi przez wąwóz rzeki Rishi Ganga, by jako pierwsi ludzie wkroczyć do wnętrza samego Sanktuarium. Dokonany przez nich rekonesans umożliwił sukces brytyjsko-amerykańskiej wyprawy w 1936, w której zdobywcami szczytu Nanda Devi byli Noel Odell i Tilman, a ustanowiony przez nich rekord wysokości pobiło dopiero zdobycie Annapurny w 1950. Ponadto w Sikkimie i Kaszmirze znaczących przejść dokonali Conrad R. Cook (zdobycie Kabru w 1935), John Hunt, Wilfrid Noyce i in., a w Kaukazie John Jenkins i Robin Hodgkin w zespole wytyczyli m.in. nową drogę na wsch. ścianie płd. wierzchołka Uszby. Jack Longland, oceniając działalność wspinaczy z Klubu Alpejskiego w latach 30. XX w. w eseju w jubileuszowym wydaniu „Alpine Journal” w 1957, optymistycznie stwierdził, że w tamtej dekadzie „zasiane zostały ziarna wielkiego renesansu brytyjskiego wspinania [który nastąpił] po 1945 roku”.

### Alpine Club w 2. połowie XX w.

#### Klubowa działalność alpinistyczna w latach 50. i 60.
Kluczowym impulsem rozwoju wspinaczki na Wyspach Brytyjskich był – zdaniem historyka brytyjskiego alpinizmu Alana Hankinsona – podręcznik wspinaczkowy Climbing in Britain (wyd. 1946) autorstwa wielce zasłużonego dla brytyjskich organizacji alpinistycznych członka AC Johna E.Q. Barforda. Wydany w małym formacie i miękkiej oprawie miał, obok wartości merytorycznej, zaletę ceny niskiej (5 pensów), przez co był dostępny praktycznie dla każdego i w ciągu kilku lat sprzedał się w nakładzie ponad 100 tysięcy. W okresie tuż po wojnie alpinizm był w krajach anglosaskich nadal sportem elitarnym, a Alpine Club liczył w 1945 zaledwie 586 członków, w tym 20 honorowych. Thomas G. Brown, otoczony wielkim uznaniem za wytyczenie trzech nowych dróg na Brenvie i za encyklopedyczną wiedzę na temat Mont Blanc, został w 1949 redaktorem naczelnym „Alpine Journal”. Na tym stanowisku zdobył reputację nierzetelnego, niedbałego a nawet kłótliwego redaktora, więc w 1953 zdjęto go z tej funkcji, co było jak dotąd jedynym takim przypadkiem w dziejach klubowego rocznika. Organizowane w latach 1948 i 1949 wyjazdy w Alpy miały na celu włączenie większej liczby młodych wspinaczy do uszczuplonej wojną „starej gwardii” klubowej; wśród nowoprzybyłych członków klubu byli m.in. Tom Bourdillon, jeden z najbardziej obiecujących alpinistów lat 50. i Hamish Nicol, jego partner na pierwszym brytyjskim przejściu płn. ściany Dru w 1950. W opinii Nicola, wyrażonej w eseju opublikowanym w „Alpine Journal” (1990/91), wspinacze brytyjscy, alpiniści i skałkowcy, w latach 50. pod względem umiejętności i osiągnięć nie dorównywali wspinaczom na kontynencie. Dobitnym tego przykładem była technika sztucznych ułatwień, którą oficjalne stanowisko AC uznawało za niesportową. 
Od połowy lat 50. przybywało w Alpy coraz więcej brytyjskich wspinaczy, rosła też liczba tych z kwalifikacjami i alpejskim doświadczeniem uprawniającymi do członkostwa w AC. Do wspinaczy piątej i szóstej dekady XX w., wspinających się na wybitym poziomie w zarówno w Wielkiej Brytanii i Alpach, jak i w górach wysokich, należeli m.in. Ian McNaught-Davis, Alan Blackshaw, Joe Brown (członek honorowy AC) i Don Whillans. Wspinacze tego młodego pokolenia, niechętni stylowi działalności AC i (lub) niezdolni opłacać składek członkowskich, założyli w 1952 luźne stowarzyszenie o nazwie Alpine Climbing Group. Jako cel wyznaczyli mu ułatwianie kontaktów między wspinaczami robiącymi najtrudniejsze przejścia i zachęcanie do podnoszenia wspinaczkowych standardów. Pierwszym prezesem ACG wybrano Bourdillona, a kolejnym Toma Pateya. W 1967 ACG połączyła się organizacyjnie z AC, zachowując jednak ekskluzywnie wysokie kryteria przy przyjmowaniu nowych członków. Sprzeciw wobec stosowania na punktach asekuracyjnych sprzętu niszczącego skałę doprowadził do wynalezienia – w znacznej mierze, jak podaje George Band, przez brytyjskich wspinaczy – metalowych kostek klinowanych w szczelinie oraz ustanowienie clean climbing.
Na przełomie lat 50. I 60. członkowie AC odnotowali w Alpach kilka znaczących sukcesów, jak np. Don Whillans i Chris Bonington w zespole zrobili na Petit Dru pierwsze brytyjskie przejście Filaru Bonattiego (1958), a Ian Clough i Chris Bonington uczestniczyli w pierwszym brytyjskim przejściu płn. ściany Eigeru (1962). Natomiast pierwsze brytyjskie przejście płn. ściany Matterhornu w 1961 nie zostało dokonane przez członków AC. Brytyjskich przejść doczekały się też inne klasyczne drogi w Alpach; Hamish MacInnes, Chris Bonington, Don Whillans, Joe Brown, Tom Patey byli w zespołach, które przeszły m.in. Filar Walkera na Grandes Jorasses (1959), Centralny Filar Frêney na Mont Blanc (1961), Dents du Midi (1964).
Organizowanie i finansowanie ekspedycji w góry najwyższe – rolę, którą od 1920 pełniła Mount Everest Committee – przejęła w 1947 Joint Himalayan Committee (JHC), zarządzana wspólnie przez Alpine Club i Królewskie Towarzystwo Geograficzne . W 1951 komisja ta stała za wyprawą pod kierownictwem E. Shiptona, która dokonała rekonesansu podejść pod Everest od strony nepalskiej. Jej ustalenia przyczyniły się do sukcesu wielkiej ekspedycji pod kierownictwem J. Hunta, która w maju 1953 zakończyła się wejściem na szczyt Mount Everestu. Z piętnastu członków tej wyprawy niemal wszyscy byli członkami Klubu Alpejskiego (Tenzing Norgay otrzymał w 1970 honorowe członkostwo). Pomimo rygorów zimnej wojny Hunt odwiedził z prelekcjami nt. zdobycia Everestu w 1954 Moskwę, a w 1955 Charles Evans objechał z prelekcjami kilka radzieckich miast. W rok później w siedzibie AC prelekcje wygłosiło dwóch wspinaczy radzieckich, w kolejnych latach miały miejsce dalsze kontakty. Jednym z nich była wspólna wyprawa w Pamir latem 1962 pod kierownictwem J. Hunta, w trakcie której zginął w zejściu ze szczytu Garmo Wilfried Noyce. Członkowie AC uczestniczyli także w wyprawach międzynarodowych. I tak w 1953 w amerykańskiej wyprawie na K2 kierowanej przez Charlesa S. Houstona (honorowego członka AC) uczestniczyli Bob Bates i Tony Streather. Dwóch innych (honorowych) członków AC uczestniczyło w ówczesnych ekspedycjach himalajskich: Ardito Desio kierował wyprawą na K2 w 1954, a Kurt Diemberger wszedł na szczyt Dhaulagiri w międzynarodowej wyprawie w 1960. Komisja himalajska (JHC) przekształciła się w 1955 w nadal działającą Mount Everest Foundation, opartą na tych samych zasadach i pełniącą te same w zasadzie funkcje. W 1955 finansowała ona wyprawę pod kierownictwem Ch. Evansa, wyznaczając jej jako zadanie rekonesans płd.-zach. ściany Kanczendzongi ponad lodowcem Yalung. Silny zespół wspinaczkowy (wszyscy z wyjątkiem jednego członkowie AC) doprowadził do pełnego sukcesu – czterech z nich podeszło pod wierzchołek, nie wchodząc na najwyższe wzniesienie, by zadość uczynić obietnicy danej rządowi Sikkimu. Zdobycie Rakaposhi przyniosła brytyjsko-pakistańska wyprawa w 1958, na szczycie stanęli Mike Banks i Tom Patey. Michael Ward uczestniczył w zimowej wyprawie nowozelandzkiej kierowanej przez Edmunda Hillary’ego (nie w AC), która mimo zadeklarowanego charakteru naukowo-badawczego miała też pozwolenie na działalność wspinaczkową na Amai Dablang. Ward był w 4-osobowym zespole, który w marcu 1961 dokonał pierwszego wejścia drogą przez grań płd.-zach., zakwalifikowaną ponadto jako wejście zimowe. Z dominującego w tamtej dekadzie trendu do organizowania wielkich wypraw z zastosowaniem taktyki oblężniczej (jak te kierowane przez J. Hunta, A. Desio, C. Evansa, C. Boningtona) wyłamywał się m.in. B. Tilman, zwolennik małych i lekkich wypraw, jak ta, którą zorganizował w 1950. Sześciu jej uczestników było pierwszymi Europejczykami, którzy od strony nepalskiej podeszli pod Manaslu. Podobna w stylu była czteroosobowa wyprawa w 1956 – John Hartog, Ian McNaught-Davis, Joe Brown i Tom Patey – która przez grań płn.-zach. zrobiła pierwsze wejście na oba wierzchołki Muztagh Tower. Niewielka wyprawa w 1961, w której brał udział Chris Bonington, zdobyła Nuptse – ostatni niezdobyty szczyt w pobliżu Mount Everestu . Bonington i Don Whillans byli w zespole brytyjskiej wyprawy w 1963 do chilijskiej Patagonii, który dokonał pierwszego wejścia na Wieżę Centralną grupy Cordillera del Paine.
Uroczyście świętowane w 1957 stulecie istnienia Alpine Club, którego prezesem w latach 1956-1958 był John Hunt, miało oczywiście wiele odniesień do sukcesu na Mount Evereście. Pośród odświętnych wydarzeń były: zjazdy członków AC latem 1957 w Zermacie i w północnej Walii, wystawa pt. „Centenary Exhibition” prezentująca obrazy, fotografie, rękopisy i inne obiekty ze zbiorów klubu, galowy obiad 6 listopada 1957 dla ponad 400 gości (w tym Tenzinga Norgaya) oraz ich kulminacyjny punkt, kończący obchody stulecia – przyjęcie 9 grudnia na 550 osób, którego honorowymi gośćmi byli królowa Elżbieta II i książę Filip. 
Dokonania wyprawowego himalaizmu umożliwiły zarówno zmiany polityczne (np. otwarcie w 1949 granic Nepalu), jak i postęp w zakresie ubioru, sprzętu i wyposażenia wypraw, a także pogłębienie wiedzy na temat fizjologii organizmu człowieka w znacznych wysokościach. W rozwoju tej ostatniej wielki udział miał Griffith Pugh, członek honorowy AC, uczestnik brytyjskich wypraw na Cho Oyu w 1952 i Mount Everest w 1953.

#### Ostatnie trzy dekady XX w.
Przełom lat 50. i 60. XX w. to okres, kiedy po fazie zdobywczej uwaga alpinistów w górach najwyższych skierowała się ku wielkim ścianom i wspinaczce czysto sportowej. Według polskich historyków himalaizmu Zbigniewa Kowalewskiego i Janusza Kurczaba rozkwit himalaizmu sportowego zaczął się od przejścia płd. ściany Annapurny wiosną 1970 przez brytyjski zespół kierowany przez Chrisa Boningtona. Wyprawę sfinansowała Mount Everest Foundation, a uczestniczyli w niej m.in. Don Whillans, Mick Burke, Dougal Haston i Ian Clough. Spektakularnym sukcesem było przejście płd.-zach. ściany Mount Everestu latem 1975, dokonane wyprawę Chrisa Boningtona, która utwierdziła jego pozycję jako lidera wielkich wypraw i medialnego rzecznika himalaizmu. Ekspedycję 18 alpinistów i 60 Szerpów finansował Barclays Bank, a towarzyszyli jej filmowcy BBC i korespondent tygodnika „Sunday Times”. Do zespołu należeli m.in. Doug Scott, Nick Estcourt, Dougal Haston, Mick Burke, Hamish MacInnes. W szerszej perspektywie czasowej uznano tę wyprawę Boningtona za przełomową w brytyjskim himalaizmie w tym sensie, że wyznaczała kres wielkich ekspedycji w stylu oblężniczym. Popularność i uznanie zyskiwały przejścia dokonane w stylu alpejskim, tj. przez małe zespoły. Takim było wejście granią płd.- wsch. na siedmiotysięczny Dunagriri dokonane przez dwuosobową wyprawę Dick Renshaw i Joe Tasker w 1975. To, w ocenie Boningtona, wybitne w sensie sportowym osiągnięcie dało impuls do robienia alpejskich przejść w górach najwyższych. Dwukrotnie, w 1975 i 1976, niewielki zespół wspinaczy z AC – Mo Anthoine, Martin Boysen, Joe Brown i Malcolm Howells – podejmował próby zdobycia Trango Tower przez ścianę płd.-zach., zakończone sukcesem po trzech dniach skrajnie trudnej wspinaczki. Za kolejny skok jakościowy uznano przejście jesienią 1976 przez Joe Taskera i Petera Boardmana dziewiczej zach. ściany Changabangu, gdyż ustanowiło ono nowe standardy technicznej wspinaczki skalnej w warunkach gór najwyższych. Trzywierzchołkowy Baintha Brakk zaatakowała w stylu alpejskim niewielka wyprawa pod kierownictwem Boningtona latem 1977, w swoim składzie mająca m.in. Douga Scotta, Nicka Estcourta i Mo Anthione’a. Odniesiony sukces – pierwsze wejście dokonane przez Douga Scotta i Chrisa Boningtona – przyćmiły poważne wypadki, którym w zejściu ulegli obaj wspinacze. Ich wejście powtórzono dopiero po 24 latach. Potwierdzeniem opinii George’a Banda, że „żaden szczyt na Ziemi nie oprze się szybkiemu atakowi lekkiej wyprawy” było trzecie wejście na Kanczendzongę (pierwsze bez wsparcia tlenowego) w 1979 przez zespół Scott, Tasker i Boardman. „Szybkim atakiem lekkiej wyprawy” było też pierwsze przejście płd.-zach. ściany Sziszapangmy w maju 1982 przez zespół Doug Scott, Alex MacIntyre i Roger Baxter-Jones. Dekadę od 1975, okres wybitnych sukcesów, John Porter i George Band podsumowują jako okres naznaczony wielką liczbą śmiertelnych wypadków w górach najwyższych. Wśród tych członków AC, którzy zginęli w górach byli m.in.: MacIntyre, Baxter-Jones, Tasker, Boardman, Burke i Alan Rouse. Śmierć tego ostatniego na K2 w 1986 wyznaczyła, według Johna Portera, koniec kolejnej epoki w dziejach brytyjskiego alpinizmu.
Wspinacze należący do AC lub ACG działali w ostatnich dekadach XX w. także w innych, czasem mało znanych rejonach górskich. Pasmo Kishtwar w zach. Himalajach jako teren wspinaczkowy spopularyzowali Bonington i Estcourt w 1974, a Renshaw i Stephen Venables w 1983 potwierdzili jego atrakcyjność wchodząc na Kishtwar Shivling drogą przez ścianę płn. o wysokości 2500 m. Pierwszego wejścia na Cerro Kishtwar dokonali Mick Fowler i Steve Sustad (nie w AC) w 1993 po skrajnie wytężającej (w ich opinii) mikstowej wspinaczce płn. ścianą. W nieodległy rejon Rimo Muztagh wpuszczono indyjsko-brytyjską wyprawę eksploracyjno-wspinaczkową dopiero w 1985. W sumie dokonała ona tam ośmiu pierwszych wejść, m.in. Rimo III, natomiast Victor Saunders i Stephen Venables musieli wycofać się spod wierzchołka Rimo I. Kierownik tej wyprawy, Harish Kapadia (naczelny redaktor „Himalayan Journal”) został wieloletnim korespondentem „Alpine Journal”. Trwałą współpracę nawiązały też kluby Alpine Club i Bombay Mountaineers z Mumbaju. W 1987 zespół Fowler i Saunders zrobił pierwsze przejście Golden Pillar na płn.-zach. ścianie Spantika w Siachen Muztagh, ich zdaniem „jedno z najtrudniejszych osiągnięć dokonanych kiedykolwiek w Karakorum”, a to tym bardziej ze względu na jego respektujący nienaruszalność skały styl clean climbing.
O latach 90. XX w. George Band mówi jako o epoce peak-baggers – łowców szczytów i górskich rekordów – pośród których byli też członkowie Alpine Club. Latem 1993 Martin Moran i Simon Jenkins dokonali w ciągu 52 dni trawersu nonstop Alp przez ich wszystkie szczyty 4-tysięczne od Piz Bernina na wschodzie do Barre des Écrins na zachodzie. Alison Hargreaves od czerwca do listopada 1993 przeszła w solowej wspinaczce każdą z sześciu klasycznych ścian płn. w Alpach: Grandes Jorasses, Matterhorn, Eiger, Piz Badile, Dru, Cima Grande, na koniec dodatkowo przechodząc jeszcze jedną drogę na Grandes Jorasses. Zliczone w sumie czasy samych przejść dały 23 godziny i 45 minut. Hargreaves zginęła w 1995 na K2 podczas próby ustanowienia kolejnego rekordu: wejścia na wierzchołki Everestu, K2 i Kanczendzongi w ciągu jednego roku. Do zdobywania ośmiotysięczników przystąpił w 1992 Jonathan Pratt, ale wycofał się z tego projektu w 1994 po wejściu na pięć najwyższych, przy czym na Gaszerbrumie I i Makalu dokonał pierwszego wejścia brytyjskiego. Pierwszym Brytyjczykiem, który wszedł na 14 ośmiotysięczników, zaczynając od Sziszapangmy w 1987 a kończąc na Kanczendzondze w 2005, jest Alan Hinkes.

## Bieżąca działalność
Według Our Vision (por. Infobox powyżej) – misji deklarowanej na własnym portalu internetowym: „Alpine Club istnieje po to, aby ułatwiać [swoim członkom] dostęp do górskich regionów świata i ich eksplorację; zaoferować forum zarówno wewnętrzklubowe, jak i włączające szerszą społecznością alpinistyczną w celu spotkań, wspinaczek i dzielenia się informacjami; wspierać sztukę, naukę i literaturę, które są związane z górami; działać jako prekursor idei w dziedzinie ekologii, udostępniania i zrównoważonego rozwoju obszarów górskich; oraz zapewniać platformę do współpracy międzynarodowej. AC promuje kodeks etyki wspinaczkowej, który ma na celu ochronę gór, regionów górskich i ich mieszkańców przed szkodliwym wpływem działalności wspinaczkowej”.

### Członkostwo
O przynależność do AC mogą ubiegać się osoby, których zainteresowanie górami realizuje się przez aktywne uprawianie alpinizmu, a także przez związaną z górami działalność naukową lub artystyczną. Zależnie od poziomu osiągnięć alpinistycznych można ubiegać się o członkostwo wstępne (aspirant membership) lub pełne (full membership), przy czym umiejętności i doświadczenie w zakresie wspinaczki zimowej wymagane są już na wstępie. Niezbędną przy ubieganiu się o przyjęcie do klubu jest pisemna rekomendacja osoby aktualnie należącej do klubu. Osoby wspinające się na najwyższym poziomie technicznym i/lub podejmujące alpinistyczne wyprawy eksploracyjne zachęcane są do przystąpienia dodatkowo do Alpine Climbing Group – wewnątrzklubowego stowarzyszenia członków AC o najwyższych kwalifikacjach. O przynależność do AC na zasadzie członkostwa tytularnego (associate membership) mogą też ubiegać się osoby z dokonaniami na polu badań naukowych, ochrony przyrody i/lub udoskonalania sprzętu alpinistycznego, z osiągnięciami w dziedzinie sztuki i kultury, o ile te związane są z górami; jedynym ograniczeniem ich uprawnień członkowskich jest niemożność udziału w głosowaniach na temat spraw klubowych.
Kobietom przyznano możliwość wstąpienia do Alpine Club w głosowaniu podczas zebrania plenarnego klubu (General Meeting) w maju 1974. Powstały w 1907 Ladies’ Alpine Club, od początku swego istnienia mocno związany z AC, został do niego formalnie wcielony w 1975.
W 2023 do Klubu Alpejskiego należało ponad 1500 osób. Jest to w historii klubu najwyższa liczba, a ok. jej jedną szóstą tworzą obcokrajowcy. Według statystyk z 1997 średnia wiekowa osób należących do AC to 54 lata, w wśród nowo przyjmowanych osób jest to 38 lat; proporcja kobiet do mężczyzn wynosi 1 do 11.
Od 1861 przyznawane jest za wybitne osiągnięcia alpinistyczne honorowe członkostwo klubu (honorary membership). W 2005 tytuł posiadało ok. 30 osób, dwie trzecie z nich nie z Wlk. Brytanii. Polskim Honorary Member wybrany został w 1987 Andrzej Zawada.

### Siedziba
W 1991 roku Alpine Club nabył pięciopiętrowy ponad stuletni budynek przy Charlotte Road, ulicy na płn. obrzeżu City of London – pierwszy clubhouse, którego klub jest właścicielem. W tej nowej siedzibie mieszczą się, obok biura klubu, dostępne dla zrzeszonych biblioteka z archiwum, sala wykładowa, bar i pomieszczenia noclegowe.
Pierwsza siedziba klubu mieściła się przy St Martin's Place, Trafalgar Square, gdzie w latach 1859-1895 wynajmowano kilka pokoi. Kiedy nie powiodły się plany zagoszczenia na stałe w budynku Królewskiego Towarzystwa Geograficznego, Klub Alpejski wynajął pomieszczenia przy Savile Row, by przez następne 41 lat gościć tam swych członków. W ramach przebudowy i nowego poprowadzenia arterii ulicznych w Londynie, budynek ten został wyburzony. AC przeniósł się w 1936 do nowej siedziby, wynajmując parter i suterynę w reprezentacyjnym budynku w dzielnicy Mayfair (South Audley Street), zajmowanym niegdyś przez ambasadę portugalską. Dzięki umiejętnemu sformułowaniu w odnowionej w 1956 umowie najmu klub stać było na pozostanie w tym miejscu do 2011. Kiedy jednak pojawiła się okazja zainwestowania w nową siedzibę (ponownie do spółki z RGS), odsprzedano w 1990 prawo najmu ze znaczną korzyścią finansową. Przez okres przejściowy AC korzystał z gościny Ski Club of Great Britain przy Eaton Square. Ostatecznie zdecydowano się na nabycie w 1991 własnego, niezależnego od innych stowarzyszeń trzypiętrowego budynku z 1906 przy Charlotte Road, świeżo wyremontowanego i odpowiednio wyposażonego.

### Biblioteka i zbiory
W 1857, w tym samym roku co Alpine Club powstała także jego biblioteka, aby gromadzić członkowskie darowizny, na które składały się obok książek, map i pamiątek, także wydawnictwa klubowe, przewodniki, sprawozdania z wypraw, czasopisma i mapy. Na początku lat 70. XX w., kiedy zbiory liczyły ok. 40 tys. pozycji, kierowanie działalnością biblioteki – organizacją i udostępnianiem zbiorów oraz zbieraniem funduszy – przejął założony w tym celu fundusz charytatywny, a osoby tworzące jego zarząd wyznaczane są przez British Mountaineering Council, Królewskie Towarzystwo Geograficzne i Alpine Club. Pierwszy tom katalogu bibliotecznego w formie książkowej ukazał się w 1982 jako Alpine Club: Alpine Club Library - Catalogue 1982. Volume one: Books and Periodicals (London: Heinemann, 1982) i obejmował wszystkie książki, przewodniki, czasopisma i roczniki klubowe w posiadaniu AC do marca 1979. Wkrótce potem podjęto decyzję o pełnej digitalizacji katalogu zbiorów bibliotecznych, zrezygnowano zatem z książkowej wersji drugiego tomu. Digitalizacją objęto także zbiory klubowego archiwum (Alpine Club Archives), na które składają się m.in. osobiste dzienniki i korespondencja, raporty z posiedzeń klubowych, księgi wyjść prowadzone przez przewodników górskich (Führerbücher), oraz zbiory fotograficzne. Do zbiorów klubowych, udostępnianych poprzez wystawy, należą kolekcje obrazów (m.in. akwarele Johna Ruskina) i takie przedmioty, jak np. podręczny srebrny kompas należący do Horacego Benedykta de Saussure’a, czy namiot skonstruowany przez Edwarda Whympera. Z inicjatywy klubowej biblioteki podjęto na początku lat 80. XX w. prowadzenie Himalayan Index – katalogu (indeksu) działalności wspinaczkowej w Himalajach, Karakorum, Hindukuszu i w górach Chin, łącznie z odniesieniami do niej w literaturze przedmiotu. Indeks został udostępniony online w 1996.

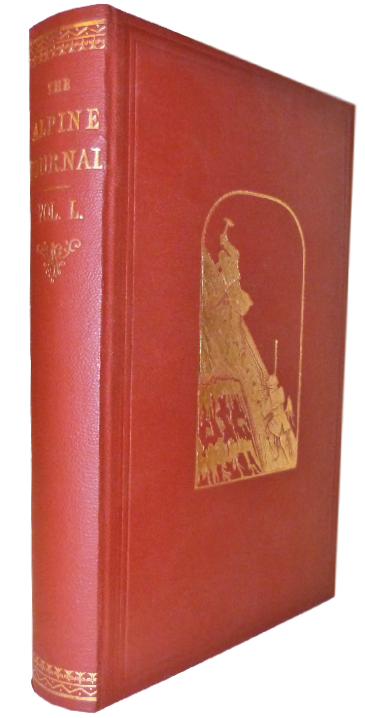
„The Alpine Journal”, tom I

### Publikacje
Działalność klubu przedstawiana jest w artykułach pisanych przez członków AC publikowanych w roczniku „Alpine Journal”. Wydawany od 1863 jest najstarszym czasopismem alpinistycznym. Jego naczelnymi redaktorami były takie wybitne osobowości jak Leslie Stephen, Douglas Freshfield, William Coolidge; pierwszą kobietą, która objęła to stanowisko po Ernście Sondheimerze była Johanna Merz (1992-1998). Ze względu na wybitny poziom merytoryczny i literacki artykułów – autorami byli np. George L. Mallory, Doug Scott, Victor Saunders, Joe Simpson, Jim Perrin, Stephen Venables – wiele z nich było przedrukowywanych i włączanych do antologii. W roczniku publikowane są artykuły prezentujące aktualną politykę klubu i wizje jego działalności. Obecny nakład to ok. 1500 egzemplarzy. Treść wszystkich wydań rocznika dostępna jest online.
Poprzez portal internetowy klubu www.alpine club.org.uk dostępne są (osobom należącym do AC) biuletyny klubowe, w tym także wszystkie wcześniejsze wydania „Alpine Club Newsletter”. „Newsletter” ukazuje się też w wersji drukowanej. Ponadto Alpine Club jest wydawcą przewodników do najpopularniejszych regionów Alp.

### Inna działalność
Raz do roku (od 1984) organizowane jest sympozjum poświęcone jednemu regionowi górskiemu na świecie lub aspektowi alpinizmu, na którym referaty wygłaszają osoby także nienależące do AC. Spotkania te odbywają się w Walii lub Lake District. W budynku klubu mają miejsce stałe lub czasowe wystawy oparte na zbiorach samego klubu. Podtrzymując tradycję sięgającą początków AC, klub organizuje prelekcje i prezentacje na tematy związane z górami, ich naukową i sportową eksploracją, które są dostępne także dla szerszej publiczności.
Osoby zrzeszone w AC mogą otrzymać także finansową pomoc w rozwijaniu aktywności sportowej i eksploracyjnej. Od 2005 istnieje AC Climbing Fund. Od lat 40. XX w. wyprawową działalność wspinaczkową, naukową i odkrywczą wspiera fundacja pod obecną nazwą Mount Everest Foundation, zarządzana wspólnie przez Alpine Club i Królewskie Towarzystwo Geograficzne.

## Prezesi Alpine Club
| 1861–1863: Edward Shirley Kennedy  | 1864–1865: Alfred Wills                     | 1866–1868: Leslie Stephen          | 1869–1871: William Mathews         |
| 1872–1874: William Longman         | 1875–1877: Thomas Woodbine Hinchliff        | 1878–1880: Charles Edward Matthews | 1881–1883: Thomas George Bonney    |
| 1884–1886: Florence Crauford Grove | 1887–1889: Clinton Thomas Dent              | 1890–1892: Horace Walker           | 1893–1895: Douglas Freshfield      |
| 1896–1898: Charles Pilkington      | 1899–1901: James Bryce                      | 1902–1904: William Martin Conway   | 1905–1907: George Forrest Browne   |
| 1908–1910: Hermann Wooley          | 1911–1913: William Edward Davidson          | 1914–1916: William Pickford        | 1917–1919: John Percy Farrar       |
| 1920–1922: John Norman Collie      | 1923–1925: Charles Granville Bruce          | 1926–1928: George Henry Morse      | 1929–1931: Claude Wilson           |
| 1932–1934: John Withers            | 1935–1937: Edward Lisle Strutt              | 1938–1940: Claud Schuster          | 1941–1943: Geoffrey Winthrop Young |
| 1944–1946: Leo Amery               | 1947–1949: Tom George Longstaff             | 1950–1952: Claude Aurelius Elliott | 1953–1955: Edwin Savory Herbert    |
| 1956–1958: John Hunt               | 1959–1961: George Finch                     | 1962–1964: Howard Somervell        | 1965–1967: Eric Shipton            |
| 1968–1970: Charles Evans           | 1971–1973: Anthony David Cox                | 1974–1976: John Lawrence Longland  | 1977–1979: Peter Lloyd             |
| 1980–1982: John Hubert Emlyn Jones | 1983–1985: Roger Richard E. Chorley         | 1986: Anthony Keith Rawlinson      | 1986: Denise Evans                 |
| 1987–1989: George Band             | 1990–1992: Harry Reginald Anthony Streather | 1993–1995: Michael Westmacott      | 1996–1998: Christian Bonington     |
| 1999–2001: Douglas Scott           | 2002–2004: Alan Blackshaw                   | 2005–2007: Stephen Venables        | 2008–2010: Paul Braithwaite        |
| 2011–2013: Michael Fowler          | 2014–2016: Lindsay Griffin                  | 2017–2019: John Porter             | 2020–2022: Victor Saunders         |
| 2023: Simon Richardson             |                                             |                                    |                                    |